# Martinville
Martinville es un municipio canadiense situado en la provincia de Quebec.

## Superficie
Martinville tiene una superficie de 47,66 km².

## Demografía
En 2021, tenía 441 habitantes, una densidad poblacional de 9,3 hab./km², y 191 viviendas.